# 丹野麻衣子
丹野 麻衣子（たんの まいこ、1982年8月21日 - ）は、日本のフリーアナウンサー。

## 来歴
山形県で生まれ、青森県弘前市、宮城県仙台市で育つ。宮城教育大学在学中の2005年「せんだい杜の都親善大使」に選出。プロ野球東北楽天ゴールデンイーグルスの主催試合で花束贈呈、フィギュアスケート荒川静香の金メダル凱旋パレードにて表彰式アシスタントの仕事などを務める。
2006年4月、福島放送に契約アナウンサーとして入社（同期入社は猪俣理恵）。2009年4月、同局人事異動にて記者職に異動。その後、2010年3月に福島放送を退社し、同年4月に北海道文化放送にアナウンサーとして移籍。2014年9月26日～9月27日 - フジテレビ主催の食育出前授業『ハロー!どっこくん』で、同局の小穴浩司アナウンサーと滝川市で朗読会を行う。
2015年1月末付で北海道文化放送を退社し、同年3月にフリーアナウンサーに転じ、キャスト・プラス（後にTBSスパークルへ吸収合併）に所属。アナウンススクールの講師として授業も担当している。
2021年12月、第一子を出産。現在は一児の母。

## 出演番組

### 現在
- Nスタ（TBS）リポーター - 2016年8月 -
- ヨジデス （KFB）中継リポーター -2018年1月-
- ラジオ日本ニュース  -2020年6月-

### 過去

#### 福島放送時代
- ふくしまスーパーJチャンネルキャスター
- 熱烈応援マリーゼくらぶ
- 朝だ!生です旅サラダリポーター
- KFBニュース

#### 北海道文化放送時代
- Super NEWS U　フィールドキャスター
- のりゆきのトークDE北海道（水曜日のお天気コーナーに出演）
- わがまま!気まま!旅気分
  - 「秋の道東ロマン街道!!オホーツク海人からの贈り物」（2010年9月23日、BSフジは同年10月30日放送）
  - 「北海道ガーデン街道を行く!2013夏」（2013年7月13日、BSフジは同年7月6日放送）[8]
  - 「菊地亜美が行く!夏のオホーツク海から日本海へ!!温泉&グルメ三昧の旅」（2014年7月5日、BSフジは同年6月28日放送）
- カメラには夏がいっぱい～写真甲子園2012～ ナレーション（2012年12月16日放送、BSフジ）
- SAPPORO COLLECTION TV 2014 RUNWAY ナレーション（2014年5月2日放送）
- さあ!トークだよ
- U型ライブEXPRESS
- タカトシ牧場 秘書
- 北海道マラソンリポーター、優勝インタビュアー
- UHBニュース

#### フリー以後
- キャッチ!世界のトップニュース（NHK BS1）サブキャスター - 2016年4月 - 2020年3月
- 旅のススメ（BS-TBS）- 2016年2月11日
- 日曜特番 「漫才演芸お笑い名人大集合スペシャル！」 (BS-TBS) 司会アシスタント - 2016年12月18日
- 経済フロントライン（NHK BS1）キャスター代打 - 2018年1月20日
- 福島まるごとライブ ヨジデス（福島放送）中継リポーター - 2018年1月 -
- ドラマBiz「スパイラル～町工場の奇跡～」 (テレビ東京)  第6話  マスコミ役  -2019年5月20日放送
- 「生中継! 東北絆まつり福島  6つの魂がいま躍動!」(福島放送)  中継リポーター -2019年6月1日